# Puebla del Príncipe
Puebla del Príncipe là một đô thị thuộc Ciudad Real, Castile-La Mancha, Tây Ban Nha. Đô thị này có dân số là 1.019.